# 도도나무

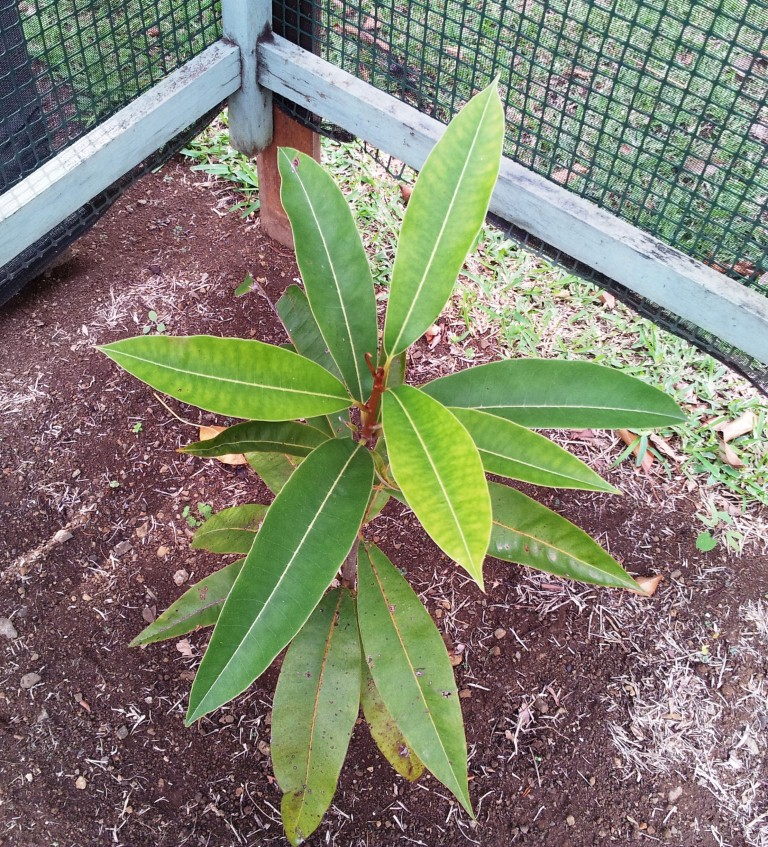
어린 도도나무

도도나무(Sideroxylon grandiflorum)는 모리셔스에만 분포하는 고유성을 가진 사포테과에 속하는 장수 나무 종이다. 1973년 즈음에는 나이가 300년 이상된 13개의 나무만 남아서 멸종 위기에 몰린 줄 알았다. 도도새가 씨앗의 발아에 필요했다거나 씨앗을 퍼트리는 역할을 땅거북과 생물이 했지만 남획으로 거북이가 줄어서 멸종 위기에 몰렸다는 가설이 있었다. 칠면조를 이용하거나 그냥 땅에 심어도 되지만 여러 과학들이 오래된 300년 된 나무만 알아볼 수 있어서, 졸지에 멸종 위기 식물이 됐다. 아직도 모리셔스에는 많은 양의 "도도 나무"가 있다

## 생태
1973년, 이 종이 멸종 위기에 처해 있다고 주장되었다. 남아 있는 표본은 13개뿐이고 모두 약 300세로 추정되었으나, 도도나무는 성장 고리가 없기 때문에 실제 나이는 확인할 수 없었다. 스탠리 템플은 17세기에 멸종한 도도가 도도나무 열매를 먹었고, 도도의 소화관을 통과한 후에만 씨앗이 발아할 수 있다고 가설을 세웠다. 1977년, 템플은 야생 칠면조에게 17개의 도도나무 열매를 강제로 먹였다. 그 중 7개의 열매는 새의 위장에서 으깨졌고, 나머지 10개는 다시 토해내거나 새의 배설물과 함께 배출되었다. 템플은 남은 10개의 열매를 심었고, 그 중 3개가 발아했다. 템플은 칠면조에게 먹이지 않은 대조군 열매에서 씨앗을 발아시키려 하지 않았기 때문에, 칠면조에게 열매를 먹이는 것이 발아에 미치는 영향은 알 수 없었다. Hill(1941)과 King(1946)의 도도나무 씨앗 발아에 대한 연구에서는 씨앗이 마모 없이도 발아할 수 있음을 발견하였다.
1. ↑  “[애니팩트] 도도새의 멸종은 한 나무의 멸종위기로 이어졌다”. 2017년 1월 22일. 2025년 2월 12일에 확인함.
2. ↑  “[우리문화신문] 모리셔스섬의 도도새와 도도나무”. 2025년 2월 12일에 확인함.